# توماس جاي ماكورميك
توماس جاي ماكورميك (بالإنجليزية: Thomas J. McCormick)‏ هو مؤرخ أمريكي، ولد في 6 مارس 1933.